# Pnigomantis medioconstricta
Pnigomantis medioconstricta é uma espécie de louva-a-deus da família dos Mantidae.